# Fahrerkarte
Eine Fahrerkarte ist ein mit einem Speicherchip versehener personengebundener Nachweis von Fahr- und Arbeitsdaten von Kraftfahrern im gewerblichen Personen- und Güterverkehr mit digitalem Fahrtenschreiber. Mit entsprechender Änderung der Verordnung (EWG) Nr. 3821/85 durch die Verordnung (EG) 561/2006 und aufgrund der Umsetzung in Deutschland durch die Fahrpersonalverordnung müssen seit dem 1. Mai 2006 zusätzliche digitale Tätigkeitsnachweise u. a. der Lenk- und Ruhezeiten mitgeführt werden. Zum 1. Januar 2024 gab es einen Bestand von 1,3 Millionen Fahrerkarten, darunter waren 3 Prozent weibliche Fahrerkartenbesitzer. Das Kraftfahrt-Bundesamt führt das Fahrtenschreiberkartenregister (FKR).

## Allgemeines
Kraftfahrzeuge oder Gespanne mit einem zulässigen Gesamtgewicht von mehr als 3,5 Tonnen, die Personen oder Güter im öffentlichen Straßenverkehr befördern, müssen nach der Verordnung (EWG) Nr. 3821/85 mit einem digitalen Kontrollgerät (Weg-Zeit-Schreiber oder Tachograph) ausgestattet sein. Davon sind bestimmte Fahrzeuge ausgenommen. Fahrzeuge oder Gespanne, deren zulässiges Gesamtgewicht weniger als 3,5 t aber mehr als 2,8 t beträgt, können ebenfalls mit dem digitalen Kontrollgerät ausgerüstet werden. Das Kontrollgerät enthält zwei Karten-Steckplätze, in welche der Fahrer und ggf. ein Beifahrer seine Fahrerkarte einschieben muss.
Jeder Kraftfahrer, der gewerblich ein Kraftfahrzeug mit digitalem Kontrollgerät lenkt, muss eine persönliche Fahrerkarte benutzen, auf der ein Speicherchip vorhanden ist, der die Identitätsdaten des Fahrers enthält. Zur Beantragung muss ein Identitätsnachweis (Personalausweis oder Reisepass), ein Lichtbild, ein Nachweis über den Wohnsitz und der EU-Kartenführerschein vorgelegt werden. Benötigt wird ein aktuelles Passfoto (35 × 45 mm), das den Antragsteller vor hellem Hintergrund ohne Kopfbedeckung im Halbprofil zeigt. Die Behörden verlangen häufig inzwischen ein biometrisches Bild. Die Gültigkeit der Fahrerkarte beträgt höchstens fünf Jahre. Die Karte darf nur in Verbindung mit der gültigen passenden Fahrerlaubnis benutzt werden. Die Erneuerung kann bei der zuständigen Stelle frühestens sechs Monate und bis spätestens 15 Werktage vor Ablauf der Gültigkeit beantragt werden.
Die Fahrerkarte speichert die Daten für mindestens 28 Tage. In der Praxis findet man auf der Fahrerkarte nicht selten Aktivitäten von mehreren Monaten oder auch, wenn wenig gefahren wird, mehreren Jahren. Bei Erreichen der max. Speicherkapazität werden die jeweils ältesten Daten überschrieben. Im digitalen Kontrollgerät, das von Kraftfahrern auch kurz Digitacho, Black Box oder Datenspeicher genannt wird, werden unter anderem die tatsächlichen Bewegungen des Fahrzeugs bzw. die Geschwindigkeiten der Fahrten in den letzten 24 Stunden sekundengenau gespeichert; diese Daten können mit Hilfe eines Terminals mit Übertragungskabel oder eines Kartenlesegerätes von einem Kontrollbeamten ausgelesen werden. Geschwindigkeitswerte werden jedoch auf der Fahrerkarte nicht gespeichert, sondern nur im Tachographen selbst.

## Pflicht für den Kraftfahrer
Der Fahrer muss seine persönliche Fahrerkarte während der Fahrt mit sich führen, wobei die Fahrerkarte weder verschmutzt noch beschädigt sein darf. Er muss die Schaltvorrichtung des Kontrollgeräts so betätigen, dass Lenkzeiten, Zeiten mit „anderen Arbeiten“, Bereitschaftszeiten sowie Arbeitsunterbrechungen und Tages-Lenk- und Ruhezeiten getrennt und unterscheidbar aufgezeichnet werden. Ferner muss der Fahrer die Daten des laufenden Tags und der vorausgehenden 28 Tage jederzeit einem Kontrollbeamten auf Verlangen vorlegen können. Sind die notwendigen Daten nicht auf dem Ausdruck enthalten, müssen sie auf dem Ausdruck handschriftlich vermerkt werden.
Es muss sichergestellt werden, dass jederzeit eine Identifizierung des Fahrers ermöglicht werden kann. Die Ausdrucke sind dann mit den vollständigen Angaben zu unterschreiben. Die Fahrerkarte oder die Ausdrucke sind vom Fahrer spätestens alle 28 Tage, beginnend mit dem ersten Tag der Aufzeichnung, zur Speicherung und dem Arbeitgeber zum Kopieren im Betrieb auszuhändigen.
Mindestens 28 Tage nach Ablauf der Gültigkeit einer Fahrerkarte muss diese noch zur Kontrolle mitgeführt werden.
Der Fahrer hat dem Unternehmen die Fahrerkarte zur Speicherung der Daten im Betrieb zur Verfügung zu stellen § 2 Abs. 5 FPersV.

## Gespeicherte Daten

### Daten auf der digitalen Fahrerkarte
Auf der Fahrerkarte bzw. in dem Speicherchip der Kontrollkarte werden die wichtigsten Daten gespeichert und bei einer Kontrolle ersichtlich. Der Kraftfahrer, der nach dem Arbeitszeitgesetz eine Fahrerkarte zur Erfassung der Lenk- und Ruhezeiten mitführen muss, ist verpflichtet, diese Karte dem kontrollierenden Beamten auszuhändigen.
Auf der Fahrerkarte gespeicherten Daten:
- Name
- Vorname
- Geburtsdatum
- Ausstellungsdatum, gültig ab/bis
- Name der ausstellenden Behörde
- Führerscheinnummer
- Kartennummer/Karteninhaberkennung
- Lichtbild
- Unterschrift

### Daten im digitalen EG-Kontrollgerät
Die Speicherung im digitalen EG-Kontrollgerät erfolgt automatisch bzw. elektronisch auf dem Chip. In das digitale EG-Kontrollgerät können auch Daten manuell eingegeben werden, wie das Symbol des Landes am Beginn und am Ende des Arbeitstages, sowie alle sonstigen Arbeitszeiten. Eine akustische Warnung erfolgt 15 Minuten bevor ein Lenkzeitraum von 4½ Stunden endet.

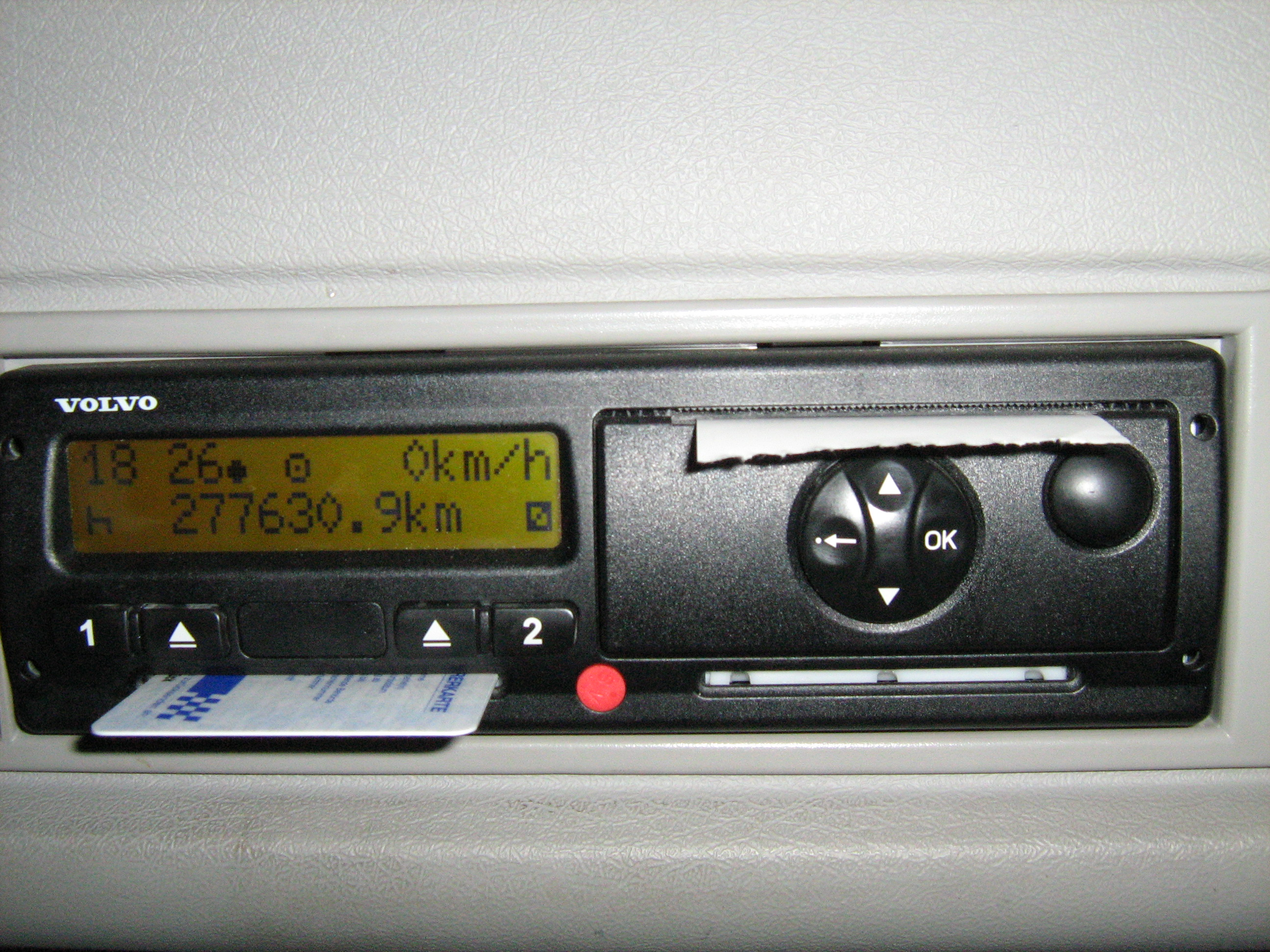
Digitaler Tachograph mit Druckmöglichkeit und eingelegter Fahrerkarte

Im Kontrollgerät gespeicherte Daten:
- Herstellerdaten des Kontrollgerätes und des Sensors
- die Fahrzeug-Identifizierungsnummer und die Fahrzeug-Registrierungsnummer
- Sicherheitselemente und Ereignisse
- Fehlfunktionen der Fahrerkarte und des digitalen Kontrollgerätes
- Identität des Fahrers
- Arbeits-, Lenk- und Ruhezeiten, sowie Lenkzeitunterbrechungen
- Kilometerstand bzw. Wegstrecke
- Aktivierungs- und Werkstattdaten
- Kontrollaktivitäten
- Daten der letzten 365 Tage und die Geschwindigkeit für die letzten tatsächlich gefahrenen 24 Stunden in Sekundenschritten

## Unternehmenskarte

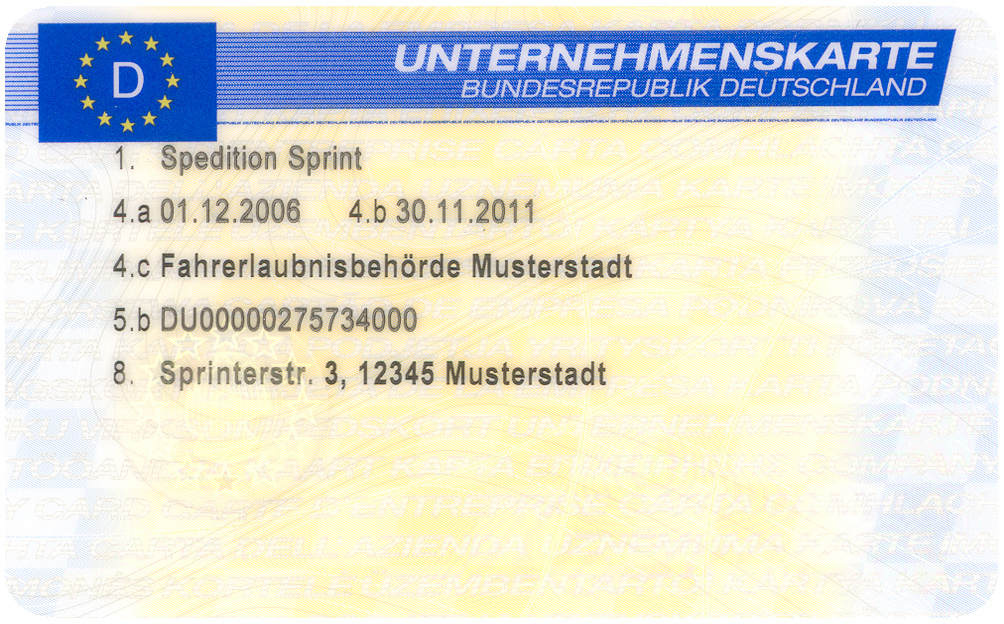
Unternehmenskarte

Für das einwandfreie Funktionieren und die ordnungsgemäße Benutzung des Kontrollgeräts sowie der Fahrerkarte durch den Fahrer hat der Unternehmer zu sorgen. Im Falle einer Kontrolle muss der Unternehmer dafür sorgen, dass der Ausdruck aus dem digitalen Kontrollgerät ordnungsgemäß erfolgen kann. Der Unternehmer hat Zugang zum Kontrollgerät über seine Unternehmenskarte.
Alle Daten aus dem Speicher des Kontrollgeräts müssen spätestens alle 90 Tage und die Daten der Fahrerkarte spätestens alle 28 Tage nach Aufzeichnung eines Ereignisses zur Speicherung im Betrieb kopiert werden. Des Weiteren muss der Unternehmer eine Sicherungskopie auf einem zweiten, vom ersten unabhängigen Datenträger anfertigen. Diese kopierten Daten müssen ein Jahr lang archiviert werden (§ 4 Abs. 3 S. 6 Fahrpersonalgesetz). Nach Ablauf der Aufbewahrungspflicht sind die Unterlagen bis zum 31. März des folgenden Kalenderjahres zu vernichten.
In Österreich ist der Unternehmer auf Grund des Urteils des Obersten Gerichtshofs 9 ObA 92/06d-5 dazu verpflichtet, dem Dienstnehmer die Kosten der Fahrerkarte zu erstatten. Dagegen hat für Deutschland das Bundesarbeitsgericht entschieden, dass der Arbeitnehmer keinen Anspruch gegen den Arbeitgeber auf Ersatz der Kosten für die Ausstellung der Fahrerkarte hat.

## Kontrollkarte

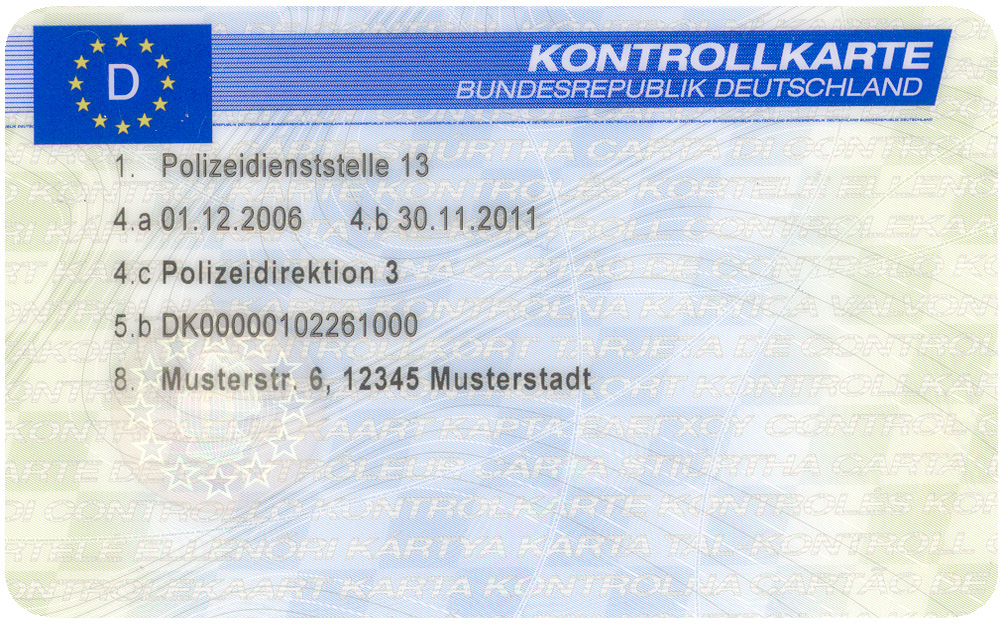
Kontrollkarte

Die für die Kontrolle der Sozialvorschriften im Straßenverkehr zuständigen Behörden und Stellen sind berechtigt, Lenk- und Ruhezeiten zu kontrollieren. Zu diesem Zweck haben sie das Recht, auf die im digitalen Kontrollgerät gespeicherten Daten unbeschränkt zuzugreifen. Dieser Zugriff wird durch eine Kontrollkarte gewährleistet, die die Kontrollbehörde ausweist und das Lesen, Ausdrucken und/oder Herunterladen der im Massenspeicher oder auf Fahrerkarten gespeicherten Daten ermöglicht. Kontrollkarten werden an die Polizei, die Gewerbeaufsichts- und Arbeitsschutzbehörden, den Zoll und das Bundesamt für Logistik und Mobilität ausgegeben.
Bei einer Kontrolle kann der zuständige Beamte folgende Daten auslesen:
- Nationalitätszeichen des ausstellenden Staates
- Gültigkeitsdauer (von–bis) und das Datum der Ausstellung
- Name, Geburtsdatum und Führerscheinnummer
- Daten, die das Fahrzeug betreffen (Betriebszeiten, Datum, behördliches Kennzeichen, Kilometerstand)
- Lenk- und Ruhezeiten einschließlich Unterbrechungen und ob der Fahrer alleine oder im Zweifahrerbetrieb gefahren ist
- Ereignisse, Fehler und die bisherigen Kontrollen

Weiterhin ist beim eventuellen Herunterladen oder bei der kontrollierten Fahrerkarte zu erkennen:
- Name und Anschrift der Kontrollstelle,
- Kontrollaktivitäten als Datum, Uhrzeit und Art,
- heruntergeladener Zeitraum,
- amtliches Kennzeichen des LKW.

## Werkstattkarte

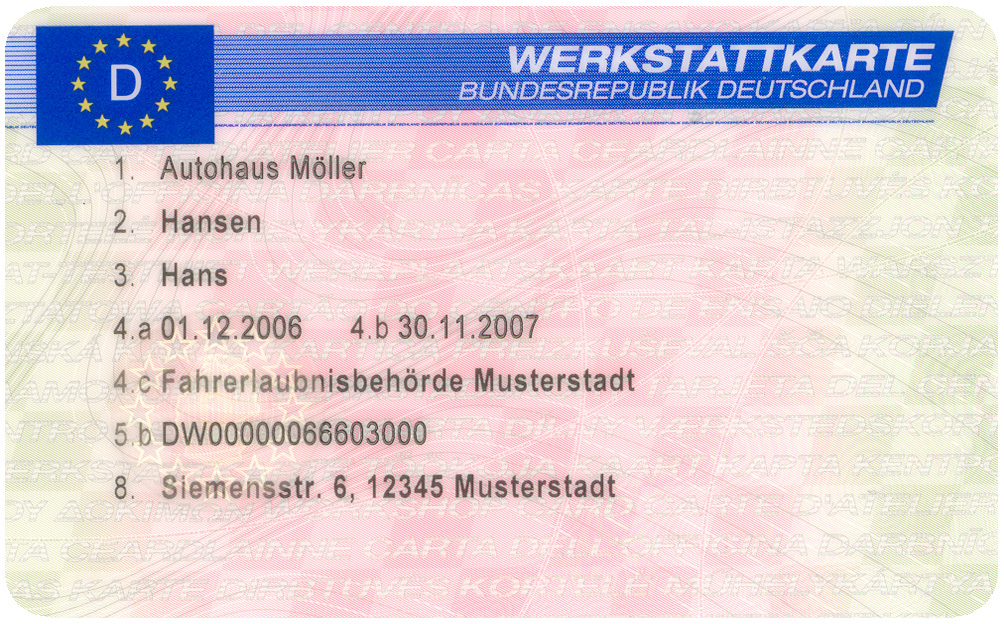
Werkstattkarte

Die Wartung des digitalen Kontrollgerätes darf nur durch anerkannte Werkstätten erfolgen. Für die in diesem Zusammenhang erforderliche Prüfung und Reparatur sowie Kalibrierung des Kontrollgerätes bzw. für das Herunterladen der Daten und zur Datensicherung werden für qualifiziertes Werkstattpersonal Werkstattkarten ausgestellt.
Die Werkstattkarten stehen im Eigentum der Werkstatt. Für ihre Ausstellung ist ein Schulungsnachweis der verantwortlichen Fachkraft, für die die Werkstattkarte beantragt wird, erforderlich. Die Werkstattkarte weist den Karteninhaber aus und ist mit den Daten der anerkannten Fachkraft und der Werkstatt versehen. Jede Person darf nur Inhaber einer Werkstattkarte sein.

## Diebstahl, Verlust oder Defekt
Die Fahrerkarte darf nie irgendwo liegen gelassen werden und nicht unbeaufsichtigt im Fahrzeug sein. Auch darf die Fahrerkarte grundsätzlich an keinen anderen Kraftfahrer ausgeliehen werden. Bei Verlust oder Diebstahl sowie Beschädigung bzw. Fehlfunktion der Fahrerkarte sind zu Beginn der Fahrt die Angaben des LKW auszudrucken, auf diesem Ausdruck ist der Name, die Nummer der Fahrerkarte oder des Führerscheins einzutragen und zu unterschreiben. Der Verlust einer Fahrerkarte ist unverzüglich der zuständigen Behörde anzuzeigen; binnen 7 Tagen ist eine neue zu beantragen.
Wenn die Fahrerkarte defekt ist, muss diese zur antragsbearbeitenden Stelle zurückgeschickt werden. Die Fahrt ohne Fahrerkarte darf dann höchstens 15 Kalendertage fortgesetzt werden. Bei einem längeren Zeitraum, wenn das für die Rückkehr des Fahrzeugs zum Unternehmer-Standort erforderlich ist, muss nachgewiesen werden, dass es unmöglich war, die Fahrerkarte während dieses Zeitraums vorzulegen oder zu benutzen.
Bei Betriebsstörung oder Fehlfunktion des Kontrollgerätes sind auf dem Schaublatt oder einem extra Blatt die Angaben über die Zeitgruppen, zusammen mit den Angaben zur Person (Name, Führerschein- oder Fahrerkartennummer) zu vermerken und zu unterschreiben. Bei einer Betriebsstörung des Kontrollgerätes muss der Unternehmer die Reparatur von einem zugelassenen Fachmann oder einer zugelassenen Werkstatt durchführen lassen.

### EU-Bescheinigung für berücksichtigungsfreie Tage gemäß der Verordnung (EG) Nr. 561/2006
Wer gewerblich Güter transportiert oder Personen befördert, muss grundsätzlich für jeden Tag eines Jahres Nachweise über seine Tätigkeiten vorweisen können.
Liegen für einen Tag, also den Zeitraum zwischen 0:00 Uhr und 24:00 Uhr, keine Aufzeichnungen zu den Lenk- und Ruhezeiten vor, muss der Fahrer einen Nachweis erbringen, warum er keine Aufzeichnungen vorlegen kann bzw. warum er nicht seiner Fahrertätigkeit nachgegangen ist. Überschneidungen von Lenk- und Ruhezeitaufzeichnungen und Bescheinigungen für berücksichtigungsfreie Tage sollten strikt vermieden werden. Seit Ende 2009 darf nur das Formblatt der Europäischen Kommission für Kraftfahrer zum Nachweis von Urlaubs-, Krankheitstagen und anderen berücksichtigungsfreien Tagen verwendet werden.
Dabei können folgende Gründe in Betracht gezogen werden: Der Fahrer
- befand sich im Krankenstand
- oder er war im Erholungsurlaub
- bzw. er führte kein Fahrzeug, das aufzeichnungspflichtig ist, und/oder hat aus sonstigen Gründen kein Fahrzeug gelenkt, da er anderweitig im Unternehmen beschäftigt war.

### Kontrollgeräte in Kleintransportern
Ist ein Fahrzeug mit einem DTCO nach Anhang I (analoges Kontrollgerät mit Schaublättern aus Papier) oder IB (digitales Kontrollgerät) der Verordnung (EWG) Nr. 3821/85 ausgerüstet, müssen Fahrer diese Kontrollgeräte zwingend verwenden. Das gilt auch, wenn das Gerät vom Fahrzeughalter oder -hersteller freiwillig – also ohne eine entsprechende gesetzliche Verpflichtung – eingebaut wurde. Die sonst erforderlichen handschriftlichen Aufzeichnungen, beispielsweise in Form des sogenannten Tageskontrollblattes oder Fahrtenbuches, dürfen in diesem Fall nicht genutzt werden.
Früher hatte der Fahrer nach § 6 Abs. 7 FPersV alter Fassung die Wahlfreiheit, welche Aufzeichnungsart er bevorzugt.
Nach der FPersV haben Fahrer:
- von Fahrzeugen, die zur Güterbeförderung dienen und deren zulässiges Gesamtgewicht einschließlich Anhänger oder Sattelanhänger mehr als 2,8 Tonnen und nicht mehr als 3,5 Tonnen beträgt, sowie
- von Fahrzeugen, die der Möglichkeit unterliegen mehr als neun Personen zu transportieren.
- Lenkzeiten, Lenkzeitunterbrechung und Ruhezeiten im Bereich 2,8 bis 3,5 t zGG nach der FPersV und über 3,5 t zGG nach der Verordnung (EG) Nr. 561/2006 einzuhalten.

Anmerkung: Beim Einsatz eines Anhängers werden die zulässigen Gesamtgewichte des Zugfahrzeuges und des Hängers gemäß den Angaben in den Fahrzeugpapieren zusammengezählt.

### Lenkzeit, Lenkzeitunterbrechung, Ruhezeit
Lenkzeit
Als Lenkzeit gelten solche Zeiten, die tatsächlich mit Fahrertätigkeit zugebracht werden. Zur Lenkzeit gehört auch das vorübergehende Stehen des Fahrzeugs, wenn dies nach allgemeiner Anschauung zum Fahrvorgang gehört. So ist die Zeit für einen verkehrsbedingten Aufenthalt an Ampeln, an Bahnschranken, an Kreuzungen, in Staus oder an der Grenze der Lenkzeit zuzurechnen. Hingegen gehören Fahrpausen, auch von weniger als 15 Minuten, dann nicht zur Lenkzeit, wenn sie aus anderen als den vorgenannten Gründen stattfinden und der Fahrer dabei seinen Platz am Lenkrad verlassen kann.
Lenkzeitunterbrechungen
Lenkzeitunterbrechungen müssen innerhalb der vorgesehenen 4,5 Stunden Lenkzeit oder unmittelbar danach erfolgen. Während einer Lenkzeitunterbrechung darf der Fahrer keine anderen Arbeiten (z. B. Be- oder Entladetätigkeiten, Wartungs- und Instandsetzungsarbeiten) ausführen. Dagegen zählen Wartezeiten als Lenkzeitunterbrechung, sofern sie nach allgemeiner Verkehrsanschauung nicht dem Fahrvorgang zuzurechnen sind. Hierzu können beispielsweise Wartezeiten bei der Grenzabfertigung oder beim Be- oder Entladen des Fahrzeugs gerechnet werden. Das Gleiche gilt für die Zeiten auf dem Beifahrersitz oder in der Schlafkabine im fahrenden Fahrzeug sowie auf Fähr- und Eisenbahnfahrten.
Nach jeder Unterbrechung von insgesamt 45 Minuten (zusammenhängend oder in Teilen) beginnt ein neuer, für die Unterbrechung relevanter Lenkzeitabschnitt von 4,5 Stunden. Dies bedeutet, dass auch nach einer beispielsweise nur 2-stündigen Lenkzeit mit anschließender 45-minütiger Unterbrechung ein neuer Lenkzeitabschnitt von 4,5 Stunden beginnt. Lenkzeitunterbrechungen dürfen jedoch nicht der täglichen Ruhezeit zugerechnet werden.
Tägliche Ruhezeit
Tägliche Ruhezeit ist der tägliche Zeitraum, in dem ein Fahrer frei über seine Zeit verfügen kann und der eine regelmäßige tägliche Ruhezeit und eine reduzierte tägliche Ruhezeit umfasst. Die regelmäßige tägliche Ruhezeit ist eine Ruhepause von mindestens 11 Stunden. Diese regelmäßige tägliche Ruhezeit kann auch in zwei Teilen genommen werden, wobei der erste Teil einen ununterbrochenen Zeitraum von mindestens 3 Stunden und der zweite Teil einen ununterbrochenen Zeitraum von mindestens 9 Stunden umfassen muss. Die reduzierte tägliche Ruhezeit ist eine Ruhepause von mindestens 9 Stunden, aber weniger als 11 Stunden.
Keine Ruhezeiten sind Zeiten der Arbeit oder Arbeitsbereitschaft sowie die im fahrenden Fahrzeug verbrachten Kabinenzeiten. Die tägliche Ruhezeit kann jedoch im Fahrzeug verbracht werden, sofern es mit einer Schlafkabine ausgestattet ist und nicht fährt.
Der Fahrer muss innerhalb eines 24-Stunden-Zeitraumes, der nicht mit einem Kalendertag identisch sein muss, eine tägliche Ruhezeit einlegen.
Eine Besonderheit gilt für Fahrer eines Fahrzeugs, das im kombinierten Verkehr mit einem Fährschiff oder mit der Eisenbahn befördert wird. Seine tägliche Ruhezeit darf einmal unterbrochen werden, wenn folgende Voraussetzungen erfüllt sind: Ein Teil der täglichen Ruhezeit muss auf der Eisenbahn / dem Schiff verbracht werden, der andere Teil auf dem Land. Der Zeitraum zwischen den beiden Teilen einer täglichen Ruhezeit muss so kurz wie möglich sein und darf vor der Verladung des Fahrzeugs oder nach dem Verlassen des Fahrzeugs vom Fährschiff oder der Eisenbahn eine Stunde nicht übersteigen. Der Vorgang der Verladung bzw. des Verlassens umfasst auch die Zollformalitäten. Dem Fahrer muss während der beiden Teile der täglichen Ruhezeit ein Bett oder eine Schlafkabine zur Verfügung gestellt werden.
Wöchentliche Ruhezeit
Wöchentliche Ruhezeit ist der wöchentliche Zeitraum, in dem ein Fahrer frei über seine Zeit verfügen kann und der eine regelmäßige wöchentliche Ruhezeit und eine reduzierte wöchentliche Ruhezeit umfasst. Die regelmäßige wöchentliche Ruhezeit ist eine Ruhepause von mindestens 45 Stunden, die reduzierte wöchentliche Ruhezeit eine Ruhepause von weniger als 45 Stunden, die auf eine Mindestzeit von 24 aufeinander folgenden Stunden reduziert werden kann.

### Auswertemöglichkeiten
Dank der digitalen Fahrerkarten ist es den Kontrollbehörden und den Kraftfahrern nun sehr schnell und einfach möglich, die Tätigkeiten auszuwerten.

Verstoßauswertung der Lenk- und Ruhezeiten